# Udupi
Udupi (język kannada: ಉಡುಪಿ) – miasto w indyjskim stanie Karnataka, stolica dystryktu Udupi. Ludność wynosi 119 tysięcy osób. Najczęściej używanym językiem w mieście jest tulu, a także kannada i konkani. Miasto słynie ze świątyni Kryszny, szeregu popularnych świąt, jak paryaya czy rathotsav, czyli procesji wozów świątynnych ratha, a także odrębnej lokalnej tradycji kulinarnej, tzw. kuchni Udupi.